# Battaglia di Megiddo (609 a.C.)
La battaglia di Megiddo fu combattuta nel 609 a.C. fra le armate egizie, guidate dal faraone Necao II, e quelle del Regno di Giuda, comandate dal re Giosia.

## Antefatti
Dopo la perdita di Harran, ultima capitale di un regno assiro indipendente, il sovrano Ashur-uballit II chiese l'aiuto dell'Egitto per poter riconquistare la città.

Lo stesso faraone Necao II guidò l'esercito di soccorso, ma il re di Giuda Giosia, alleato dei Medi e dei Babilonesi, gli sbarrò la strada lungo la Via Maris, nei pressi della città di Megiddo.
La vittoria dell'esercito egizio fu piena; lo stesso Giosia morì nella battaglia. Le armate del faraone continuarono la loro avanzata per soccorrere le forze assire e porre l'assedio ad Harran, ma vennero respinte facilmente.

## Conseguenze
Per controbilanciare il crescente dominio babilonese nel Medio Oriente, il faraone volle assicurarsi il completo controllo del regno di Giuda. Ritornando verso l'Egitto, dopo lo sfortunato assedio di Harran, il faraone riuscì a catturare Ioacaz, figlio di Giosia, che era riuscito a salire sul trono. Il faraone incrementò di 100 talenti d'argento e di uno d'oro il tributo che il Regno di Giuda doveva versare all'Egitto ed, inoltre, nominò Eliakim, il figlio maggiore di Giosia, come nuovo sovrano. Questi cambiò il proprio nome in Ioiakim.

Ioacaz fu condotto in esilio in Egitto e fu il primo sovrano di Giuda a morire lontano dalla Patria.
Per tutto il popolo di Israele la battaglia è divenuta sinonimo di rovina e distruzione totale, dando origine al termine Armageddon.